# Javine Corona
La Javine Corona è una struttura geologica della superficie di Venere.